# Cryphia rubellina
Cryphia rubellina är en fjärilsart som beskrevs av Otto Staudinger 1899. Cryphia rubellina ingår i släktet Cryphia och familjen nattflyn. Inga underarter finns listade i Catalogue of Life.